# 崇明岛北湖
崇明岛北湖是位於中國上海市崇明島的一個人工湖，也是一個半咸水湖泊，北湖區域也是上海市市级重要湿地。崇明岛北湖水域面积2.64万亩（7.59平方公里），东西长17公里，南北宽2公里。崇明岛北湖由上海地产（集团）有限公司下属的上海市滩涂生态发展有限公司（上海市滩涂造地有限公司）管理。

## 歷史
2003年12月，崇明岛北湖竣工。